# Аргентина. Интервью с мёртвым наркодилером
«Аргентина. Интервью с мёртвым наркодилером» — российский короткометражный фильм, снятый Михаилом Марескиным в 2008 году.

## Сюжет
Философская притча о духовных перерождениях человека. В основе сюжета лежит жизнь мелкого наркодельца Ильи Краковского, который торгует наркотиками в офисе по продаже сотовых телефонов. Краковский в точности знает, как пронести товар через весь город, не рискуя попасть в тюрьму, и продаёт наркотики всем. В одном из эпизодов главный герой рассказывает о том, что при условии, если одеться соответствующим образом, можно не бояться милицейских проверок и свободно ходить по городу, «и носить с собой в рюкзаке пару килограммов кокаина, автомат и голову какого-нибудь депутата». Чуть позже камера показывает молодого человека, одетого как турист с рюкзаком на спине. На мгновение рюкзак становится прозрачным, и становится видно, что внутри лежат наркотики, автомат.
Однажды главный герой встречает бывшую одноклассницу. Он решает уехать из города и навсегда прекратить бизнес. Но это оказывается не просто: случайная пуля настигает его в последний момент.
Фильм построен двояко: с одной стороны — это интересный сюжет и характеры «городского дна России», с другой — своеобразная карманная культурная энциклопедия, — поскольку весь фильм построен на реминисценциях и отсылках к великим произведениям кино и литературы.

## В ролях
- Александр Кудренко — Илья Краковский, наркодилер
- Галина Жданова — Лена, одноклассница Краковского
- Руслан Барабанов — Паня Павлидис, сообщник Краковского
- Юля Сигида — девушка Пани Павлидиса
- Вова Виноградов — Филип, начальник Краковского
- Микки Шугар (США) — Басуля, клиент Краковского
- Егор Красотин — интеллигент
- Алексей Полуян — ангел-хранитель Краковского

## Съёмочная группа
- Продюсер — Владимир Смородин
- Сценарий — Михаил Марескин
- Оператор — Константин Иванов
- Композитор — Паша Горских, Иван zvuk Жупанов
- Художник — Анна Козлова
- Директор — Платон Эмих

## Музыка
- elektromaGnezia — Argentina
- Eduardo Alarcon — La masa
- Мои Ракеты Вверх — Catapulta
- Бешеные огурцы — Ина самма тайма
- Kamido: tu — L’Envol
- Morphine — Buena
- The Burning Paris — Let’s Watch the World Collapse
- Dirty Elegance — Eternal Infamy
- Ellijah — Амфетамины до добра не доведут
- Мои ракеты вверх — Continuous sluggish schizophrenia
- Morphine — A Head With Wings

## Призы и награды
- 2ANNAS. Рига, Латвия. Диплом за творческую креативность.
- Фестиваль «Арткино». Москва. Россия. Лучший фильм. Лучшая режиссура. Лучший сценарий[2].
- Фестиваль «Форвард 2018». Волгоград. Россия. Приз зрительских симпатий. Специальный приз за гражданскую позицию.